# Jerry Potenza
Jerry Potenza (Vietri di Potenza, 1960) è un attore e comico italiano.

## Biografia
Si trasferisce in tenera età a Vaiano, in Toscana, dove si forma artisticamente al Fabbricone di Prato e svolgendo alcuni corsi teatrali, tra cui il R.E.M. e il De l'Illusion. Lavora principalmente come interprete dividendosi spesso tra cinema e TV. Tra i ruoli di maggior rilievo: Il ciclone, Il pesce innamorato, I laureati, Intrigo a Cuba, Donne in bianco, L'aria salata, Ridere fino a volare.

## Filmografia
- Zitti e mosca, regia di Alessandro Benvenuti (1991)
- I laureati, regia di Leonardo Pieraccioni (1995)
- Il ciclone, regia di Leonardo Pieraccioni (1996)
- Donne in bianco, regia di Tonino Pulci (1998)
- Il pesce innamorato, regia di Leonardo Pieraccioni (1999)
- Intrigo a Cuba, regia di Riccardo Ferrero (2004)
- L'aria salata, regia di Alessandro Angelini (2006)
- Belli si nasce, regia di Aldo Pellegrini (2009)
- Ridere fino a volare, regia di Adamo Antonacci (2012)
- Bomba libera tutti, regia di Mattia Catarcioni e Alessandro Gelli (2015)
- Quel genio del mio amico, regia di Alessandro Sarti (2021)
- Scordato, regia di Rocco Papaleo (2023)

### Televisione
- Distretto di Polizia 4, regia Monica Vullo – serie TV, episodio 4x16 (2003)